# Aršouša de Gogarène
Aršouša, Ašuša, Arschouscha ou Aschouscha est un vitaxe (pitiaxš ou bdéachkh= « vice-roi ») de Gogarène, de la famille des Mihranides. Il serait mort en 470 selon Cyrille Toumanoff, en 467 selon Gérard Dédéyan, ou entre 457 et 470 selon Christian Settipani.

## Origine familiale
Les prétentions de son fils Varsken sur le trône d'Ibérie rendent probable une parenté avec la famille royale d'Ibérie, mais le lien exact n'est pas précisé par des documents contemporains.
Cyrille Toumanoff, sur la base des Annales royales de Kartli, attestées au XIe siècle et datant peut-être du VIIIe siècle, propose de voir en Arschouscha II, un fils de Bakour II, vitaxe marié vers 449/455 avec Khvaramze, fille de Mithridate V, roi d'Ibérie. Bakour II serait lui-même le fils d'Arschouscha Ier, prince de Tachir cité en 430. Cette proposition pose cependant un problème chronologique, car Varsken, fils d'Arschouscha, est déjà marié et père de plusieurs enfants en 475, et l'on voit difficilement comment il pourrait être petit-fils de Bakour II, marié au plus tôt en 449, soit 26 ans plus tôt.
Pour Christian Settipani, Aršouša serait identique au prince de Tachir de 430 et petit-fils de Bosmarius ou Burz-Mihr II, vitaxe, et d'Osdouxt, sœur de P'arsman, roi d'Ibérie de 383 à 408.
| Ascendance selon Cyrille Toumanoff   | Ascendance selon Cyrille Toumanoff   | Ascendance selon Cyrille Toumanoff   | Ascendance selon Cyrille Toumanoff   | Ascendance selon Cyrille Toumanoff   | Ascendance selon Cyrille Toumanoff   | Ascendance selon Cyrille Toumanoff | Ascendance selon Cyrille Toumanoff | Ascendance selon Cyrille Toumanoff  | Ascendance selon Cyrille Toumanoff  | Ascendance selon Cyrille Toumanoff  | Ascendance selon Cyrille Toumanoff  | Ascendance selon Cyrille Toumanoff   | Ascendance selon Cyrille Toumanoff   | Ascendance selon Cyrille Toumanoff          | Ascendance selon Cyrille Toumanoff          | Ascendance selon Cyrille Toumanoff          | Ascendance selon Cyrille Toumanoff          | Ascendance selon Cyrille Toumanoff          | Ascendance selon Cyrille Toumanoff          | Ascendance selon Cyrille Toumanoff         | Ascendance selon Cyrille Toumanoff         | Ascendance selon Cyrille Toumanoff   | Ascendance selon Cyrille Toumanoff   | Ascendance selon Cyrille Toumanoff   | Ascendance selon Cyrille Toumanoff   | Ascendance selon Cyrille Toumanoff       | Ascendance selon Cyrille Toumanoff | Ascendance selon Cyrille Toumanoff      | Ascendance selon Cyrille Toumanoff      | Ascendance selon Cyrille Toumanoff      | Ascendance selon Cyrille Toumanoff      | Ascendance selon Cyrille Toumanoff                        | Ascendance selon Cyrille Toumanoff                        | Ascendance selon Cyrille Toumanoff                        | Ascendance selon Cyrille Toumanoff                        | Ascendance selon Cyrille Toumanoff                        | Ascendance selon Cyrille Toumanoff                        | Ascendance selon Cyrille Toumanoff | Ascendance selon Cyrille Toumanoff | Ascendance selon Cyrille Toumanoff | Ascendance selon Christian Settipani | Ascendance selon Christian Settipani | Ascendance selon Christian Settipani | Ascendance selon Christian Settipani            | Ascendance selon Christian Settipani            | Ascendance selon Christian Settipani            | Ascendance selon Christian Settipani            | Ascendance selon Christian Settipani            | Ascendance selon Christian Settipani            | Ascendance selon Christian Settipani | Ascendance selon Christian Settipani | Ascendance selon Christian Settipani | Ascendance selon Christian Settipani | Ascendance selon Christian Settipani | Ascendance selon Christian Settipani | Ascendance selon Christian Settipani | Ascendance selon Christian Settipani | Ascendance selon Christian Settipani | Ascendance selon Christian Settipani | Ascendance selon Christian Settipani            | Ascendance selon Christian Settipani            | Ascendance selon Christian Settipani            | Ascendance selon Christian Settipani            | Ascendance selon Christian Settipani            | Ascendance selon Christian Settipani            | Ascendance selon Christian Settipani | Ascendance selon Christian Settipani | Ascendance selon Christian Settipani | Ascendance selon Christian Settipani | Ascendance selon Christian Settipani | Ascendance selon Christian Settipani | Ascendance selon Christian Settipani | Ascendance selon Christian Settipani | Ascendance selon Christian Settipani | Ascendance selon Christian Settipani | Ascendance selon Christian Settipani   | Ascendance selon Christian Settipani   | Ascendance selon Christian Settipani   | Ascendance selon Christian Settipani   | Ascendance selon Christian Settipani   | Ascendance selon Christian Settipani   | Ascendance selon Christian Settipani | Ascendance selon Christian Settipani | Ascendance selon Christian Settipani | Ascendance selon Christian Settipani | Ascendance selon Christian Settipani | Ascendance selon Christian Settipani | Ascendance selon Christian Settipani | Ascendance selon Christian Settipani | Ascendance selon Christian Settipani | Ascendance selon Christian Settipani |  |  |  |  |  |  |  |  |  |  |  |  |                                    |                                    |                                    |                                    |                                    |                                    |  |  |  |  |  |  |
|                                      |                                      |                                      |                                      |                                      |                                      |                                    |                                    |                                     |                                     |                                     |                                     |                                      |                                      |                                             |                                             |                                             |                                             |                                             |                                             |                                            |                                            |                                      |                                      |                                      |                                      |                                          |                                    |                                         |                                         |                                         |                                         |                                                           |                                                           |                                                           |                                                           |                                                           |                                                           |                                    |                                    |                                    |                                      |                                      |                                      |                                                 |                                                 |                                                 |                                                 |                                                 |                                                 |                                      |                                      |                                      |                                      |                                      |                                      |                                      |                                      |                                      |                                      |                                                 |                                                 |                                                 |                                                 |                                                 |                                                 |                                      |                                      |                                      |                                      |                                      |                                      |                                      |                                      |                                      |                                      |                                        |                                        |                                        |                                        |                                        |                                        |                                      |                                      |                                      |                                      |                                      |                                      |                                      |                                      |                                      |                                      |  |  |  |  |  |  |  |  |  |  |  |  |                                    |                                    |                                    |                                    |                                    |                                    |  |  |  |  |  |  |
|                                      |                                      |                                      |                                      |                                      |                                      |                                    |                                    |                                     |                                     |                                     |                                     |                                      |                                      | Mirian III (277†361) roi d'Ibérie (284-361) | Mirian III (277†361) roi d'Ibérie (284-361) | Mirian III (277†361) roi d'Ibérie (284-361) | Mirian III (277†361) roi d'Ibérie (284-361) | Mirian III (277†361) roi d'Ibérie (284-361) | Mirian III (277†361) roi d'Ibérie (284-361) |                                            |                                            |                                      |                                      |                                      |                                      |                                          |                                    |                                         |                                         |                                         |                                         |                                                           |                                                           |                                                           |                                                           |                                                           |                                                           |                                    |                                    |                                    |                                      |                                      |                                      |                                                 |                                                 |                                                 |                                                 |                                                 |                                                 |                                      |                                      |                                      |                                      |                                      |                                      |                                      |                                      |                                      |                                      |                                                 |                                                 |                                                 |                                                 |                                                 |                                                 |                                      |                                      | Mihran roi d'Ibérie (av337-361)      | Mihran roi d'Ibérie (av337-361)      | Mihran roi d'Ibérie (av337-361)      | Mihran roi d'Ibérie (av337-361)      | Mihran roi d'Ibérie (av337-361)      | Mihran roi d'Ibérie (av337-361)      |                                      |                                      |                                        |                                        |                                        |                                        |                                        |                                        |                                      |                                      |                                      |                                      |                                      |                                      |                                      |                                      |                                      |                                      |  |  |  |  |  |  |  |  |  |  |  |  |                                    |                                    |                                    |                                    |                                    |                                    |  |  |  |  |  |  |
|                                      |                                      |                                      |                                      |                                      |                                      |                                    |                                    |                                     |                                     |                                     |                                     |                                      |                                      | Mirian III (277†361) roi d'Ibérie (284-361) | Mirian III (277†361) roi d'Ibérie (284-361) | Mirian III (277†361) roi d'Ibérie (284-361) | Mirian III (277†361) roi d'Ibérie (284-361) | Mirian III (277†361) roi d'Ibérie (284-361) | Mirian III (277†361) roi d'Ibérie (284-361) |                                            |                                            |                                      |                                      |                                      |                                      |                                          |                                    |                                         |                                         |                                         |                                         |                                                           |                                                           |                                                           |                                                           |                                                           |                                                           |                                    |                                    |                                    |                                      |                                      |                                      |                                                 |                                                 |                                                 |                                                 |                                                 |                                                 |                                      |                                      |                                      |                                      |                                      |                                      |                                      |                                      |                                      |                                      |                                                 |                                                 |                                                 |                                                 |                                                 |                                                 |                                      |                                      | Mihran roi d'Ibérie (av337-361)      | Mihran roi d'Ibérie (av337-361)      | Mihran roi d'Ibérie (av337-361)      | Mihran roi d'Ibérie (av337-361)      | Mihran roi d'Ibérie (av337-361)      | Mihran roi d'Ibérie (av337-361)      |                                      |                                      |                                        |                                        |                                        |                                        |                                        |                                        |                                      |                                      |                                      |                                      |                                      |                                      |                                      |                                      |                                      |                                      |  |  |  |  |  |  |  |  |  |  |  |  |                                    |                                    |                                    |                                    |                                    |                                    |  |  |  |  |  |  |
|                                      |                                      |                                      |                                      |                                      |                                      |                                    |                                    |                                     |                                     |                                     |                                     |                                      |                                      |                                             |                                             |                                             |                                             |                                             |                                             |                                            |                                            |                                      |                                      |                                      |                                      |                                          |                                    |                                         |                                         |                                         |                                         |                                                           |                                                           |                                                           |                                                           |                                                           |                                                           |                                    |                                    |                                    |                                      |                                      |                                      |                                                 |                                                 |                                                 |                                                 |                                                 |                                                 |                                      |                                      |                                      |                                      |                                      |                                      |                                      |                                      |                                      |                                      |                                                 |                                                 |                                                 |                                                 |                                                 |                                                 |                                      |                                      |                                      |                                      |                                      |                                      |                                      |                                      |                                      |                                      |                                        |                                        |                                        |                                        |                                        |                                        |                                      |                                      |                                      |                                      |                                      |                                      |                                      |                                      |                                      |                                      |  |  |  |  |  |  |  |  |  |  |  |  |                                    |                                    |                                    |                                    |                                    |                                    |  |  |  |  |  |  |
|                                      |                                      |                                      |                                      | Rev Ier co-roi d'Ibérie              | Rev Ier co-roi d'Ibérie              | Rev Ier co-roi d'Ibérie            | Rev Ier co-roi d'Ibérie            | Rev Ier co-roi d'Ibérie             | Rev Ier co-roi d'Ibérie             |                                     |                                     |                                      |                                      |                                             |                                             | Aspacuras/Bakour II roi d'Ibérie (361-365)  | Aspacuras/Bakour II roi d'Ibérie (361-365)  | Aspacuras/Bakour II roi d'Ibérie (361-365)  | Aspacuras/Bakour II roi d'Ibérie (361-365)  | Aspacuras/Bakour II roi d'Ibérie (361-365) | Aspacuras/Bakour II roi d'Ibérie (361-365) |                                      |                                      | Ne                                   | Ne                                   | Ne                                       | Ne                                 | Ne                                      | Ne                                      |                                         |                                         | Péroz Ier vitaxe de Gogarène (330-361)                    | Péroz Ier vitaxe de Gogarène (330-361)                    | Péroz Ier vitaxe de Gogarène (330-361)                    | Péroz Ier vitaxe de Gogarène (330-361)                    | Péroz Ier vitaxe de Gogarène (330-361)                    | Péroz Ier vitaxe de Gogarène (330-361)                    |                                    |                                    |                                    |                                      |                                      |                                      | Burz-Mihr Ier vitaxe de Gogarène (306/337)      | Burz-Mihr Ier vitaxe de Gogarène (306/337)      | Burz-Mihr Ier vitaxe de Gogarène (306/337)      | Burz-Mihr Ier vitaxe de Gogarène (306/337)      | Burz-Mihr Ier vitaxe de Gogarène (306/337)      | Burz-Mihr Ier vitaxe de Gogarène (306/337)      |                                      |                                      |                                      |                                      |                                      |                                      | N                                    | N                                    | N                                    | N                                    | N                                               | N                                               |                                                 |                                                 |                                                 |                                                 |                                      |                                      |                                      |                                      |                                      |                                      |                                      |                                      |                                      |                                      |                                        |                                        |                                        |                                        | N                                      | N                                      | N                                    | N                                    | N                                    | N                                    |                                      |                                      |                                      |                                      |                                      |                                      |  |  |  |  |  |  |  |  |  |  |  |  |                                    |                                    |                                    |                                    |                                    |                                    |  |  |  |  |  |  |
|                                      |                                      |                                      |                                      | Rev Ier co-roi d'Ibérie              | Rev Ier co-roi d'Ibérie              | Rev Ier co-roi d'Ibérie            | Rev Ier co-roi d'Ibérie            | Rev Ier co-roi d'Ibérie             | Rev Ier co-roi d'Ibérie             |                                     |                                     |                                      |                                      |                                             |                                             | Aspacuras/Bakour II roi d'Ibérie (361-365)  | Aspacuras/Bakour II roi d'Ibérie (361-365)  | Aspacuras/Bakour II roi d'Ibérie (361-365)  | Aspacuras/Bakour II roi d'Ibérie (361-365)  | Aspacuras/Bakour II roi d'Ibérie (361-365) | Aspacuras/Bakour II roi d'Ibérie (361-365) |                                      |                                      | Ne                                   | Ne                                   | Ne                                       | Ne                                 | Ne                                      | Ne                                      |                                         |                                         | Péroz Ier vitaxe de Gogarène (330-361)                    | Péroz Ier vitaxe de Gogarène (330-361)                    | Péroz Ier vitaxe de Gogarène (330-361)                    | Péroz Ier vitaxe de Gogarène (330-361)                    | Péroz Ier vitaxe de Gogarène (330-361)                    | Péroz Ier vitaxe de Gogarène (330-361)                    |                                    |                                    |                                    |                                      |                                      |                                      | Burz-Mihr Ier vitaxe de Gogarène (306/337)      | Burz-Mihr Ier vitaxe de Gogarène (306/337)      | Burz-Mihr Ier vitaxe de Gogarène (306/337)      | Burz-Mihr Ier vitaxe de Gogarène (306/337)      | Burz-Mihr Ier vitaxe de Gogarène (306/337)      | Burz-Mihr Ier vitaxe de Gogarène (306/337)      |                                      |                                      |                                      |                                      |                                      |                                      | N                                    | N                                    | N                                    | N                                    | N                                               | N                                               |                                                 |                                                 |                                                 |                                                 |                                      |                                      |                                      |                                      |                                      |                                      |                                      |                                      |                                      |                                      |                                        |                                        |                                        |                                        | N                                      | N                                      | N                                    | N                                    | N                                    | N                                    |                                      |                                      |                                      |                                      |                                      |                                      |  |  |  |  |  |  |  |  |  |  |  |  |                                    |                                    |                                    |                                    |                                    |                                    |  |  |  |  |  |  |
|                                      |                                      |                                      |                                      |                                      |                                      |                                    |                                    |                                     |                                     |                                     |                                     |                                      |                                      |                                             |                                             |                                             |                                             |                                             |                                             |                                            |                                            |                                      |                                      |                                      |                                      |                                          |                                    |                                         |                                         |                                         |                                         |                                                           |                                                           |                                                           |                                                           |                                                           |                                                           |                                    |                                    |                                    |                                      |                                      |                                      |                                                 |                                                 |                                                 |                                                 |                                                 |                                                 |                                      |                                      |                                      |                                      |                                      |                                      |                                      |                                      |                                      |                                      |                                                 |                                                 |                                                 |                                                 |                                                 |                                                 |                                      |                                      |                                      |                                      |                                      |                                      |                                      |                                      |                                      |                                      |                                        |                                        |                                        |                                        |                                        |                                        |                                      |                                      |                                      |                                      |                                      |                                      |                                      |                                      |                                      |                                      |  |  |  |  |  |  |  |  |  |  |  |  |                                    |                                    |                                    |                                    |                                    |                                    |  |  |  |  |  |  |
|                                      |                                      |                                      |                                      |                                      |                                      |                                    |                                    |                                     |                                     |                                     |                                     |                                      |                                      |                                             |                                             |                                             |                                             |                                             |                                             |                                            |                                            |                                      |                                      |                                      |                                      |                                          |                                    |                                         |                                         |                                         |                                         |                                                           |                                                           |                                                           |                                                           |                                                           |                                                           |                                    |                                    |                                    |                                      |                                      |                                      |                                                 |                                                 |                                                 |                                                 |                                                 |                                                 |                                      |                                      |                                      |                                      |                                      |                                      |                                      |                                      |                                      |                                      |                                                 |                                                 |                                                 |                                                 |                                                 |                                                 |                                      |                                      |                                      |                                      |                                      |                                      |                                      |                                      |                                      |                                      |                                        |                                        |                                        |                                        |                                        |                                        |                                      |                                      |                                      |                                      |                                      |                                      |                                      |                                      |                                      |                                      |  |  |  |  |  |  |  |  |  |  |  |  |                                    |                                    |                                    |                                    |                                    |                                    |  |  |  |  |  |  |
| Sauromacès II roi d'Ibérie (361-363) | Sauromacès II roi d'Ibérie (361-363) | Sauromacès II roi d'Ibérie (361-363) | Sauromacès II roi d'Ibérie (361-363) | Sauromacès II roi d'Ibérie (361-363) | Sauromacès II roi d'Ibérie (361-363) |                                    |                                    | Tiridate Ier roi d'Ibérie (394-406) | Tiridate Ier roi d'Ibérie (394-406) | Tiridate Ier roi d'Ibérie (394-406) | Tiridate Ier roi d'Ibérie (394-406) | Tiridate Ier roi d'Ibérie (394-406)  | Tiridate Ier roi d'Ibérie (394-406)  |                                             |                                             | Mithridate III roi d'Ibérie (365-380)       | Mithridate III roi d'Ibérie (365-380)       | Mithridate III roi d'Ibérie (365-380)       | Mithridate III roi d'Ibérie (365-380)       | Mithridate III roi d'Ibérie (365-380)      | Mithridate III roi d'Ibérie (365-380)      |                                      |                                      |                                      |                                      |                                          |                                    | Bakour Ier vitaxe de Gogarène (394-430) | Bakour Ier vitaxe de Gogarène (394-430) | Bakour Ier vitaxe de Gogarène (394-430) | Bakour Ier vitaxe de Gogarène (394-430) | Bakour Ier vitaxe de Gogarène (394-430)                   | Bakour Ier vitaxe de Gogarène (394-430)                   |                                                           |                                                           |                                                           |                                                           |                                    |                                    |                                    |                                      |                                      |                                      |                                                 |                                                 |                                                 |                                                 |                                                 |                                                 |                                      |                                      |                                      |                                      |                                      |                                      |                                      |                                      |                                      |                                      |                                                 |                                                 |                                                 |                                                 |                                                 |                                                 |                                      |                                      |                                      |                                      |                                      |                                      |                                      |                                      |                                      |                                      |                                        |                                        |                                        |                                        |                                        |                                        |                                      |                                      |                                      |                                      |                                      |                                      |                                      |                                      |                                      |                                      |  |  |  |  |  |  |  |  |  |  |  |  |                                    |                                    |                                    |                                    |                                    |                                    |  |  |  |  |  |  |
| Sauromacès II roi d'Ibérie (361-363) | Sauromacès II roi d'Ibérie (361-363) | Sauromacès II roi d'Ibérie (361-363) | Sauromacès II roi d'Ibérie (361-363) | Sauromacès II roi d'Ibérie (361-363) | Sauromacès II roi d'Ibérie (361-363) |                                    |                                    | Tiridate Ier roi d'Ibérie (394-406) | Tiridate Ier roi d'Ibérie (394-406) | Tiridate Ier roi d'Ibérie (394-406) | Tiridate Ier roi d'Ibérie (394-406) | Tiridate Ier roi d'Ibérie (394-406)  | Tiridate Ier roi d'Ibérie (394-406)  |                                             |                                             | Mithridate III roi d'Ibérie (365-380)       | Mithridate III roi d'Ibérie (365-380)       | Mithridate III roi d'Ibérie (365-380)       | Mithridate III roi d'Ibérie (365-380)       | Mithridate III roi d'Ibérie (365-380)      | Mithridate III roi d'Ibérie (365-380)      |                                      |                                      |                                      |                                      |                                          |                                    | Bakour Ier vitaxe de Gogarène (394-430) | Bakour Ier vitaxe de Gogarène (394-430) | Bakour Ier vitaxe de Gogarène (394-430) | Bakour Ier vitaxe de Gogarène (394-430) | Bakour Ier vitaxe de Gogarène (394-430)                   | Bakour Ier vitaxe de Gogarène (394-430)                   |                                                           |                                                           |                                                           |                                                           |                                    |                                    |                                    |                                      |                                      |                                      |                                                 |                                                 |                                                 |                                                 |                                                 |                                                 |                                      |                                      |                                      |                                      |                                      |                                      |                                      |                                      |                                      |                                      |                                                 |                                                 |                                                 |                                                 |                                                 |                                                 |                                      |                                      | N vitaxe de Gogarène tué vers 370    | N vitaxe de Gogarène tué vers 370    | N vitaxe de Gogarène tué vers 370    | N vitaxe de Gogarène tué vers 370    | N vitaxe de Gogarène tué vers 370    | N vitaxe de Gogarène tué vers 370    |                                      |                                      |                                        |                                        |                                        |                                        | Saurmag roi d'Ibérie (369-ap.378)      | Saurmag roi d'Ibérie (369-ap.378)      | Saurmag roi d'Ibérie (369-ap.378)    | Saurmag roi d'Ibérie (369-ap.378)    | Saurmag roi d'Ibérie (369-ap.378)    | Saurmag roi d'Ibérie (369-ap.378)    |                                      |                                      |                                      |                                      |                                      |                                      |  |  |  |  |  |  |  |  |  |  |  |  | Asparouk roi d'Ibérie (369-ap.378) | Asparouk roi d'Ibérie (369-ap.378) | Asparouk roi d'Ibérie (369-ap.378) | Asparouk roi d'Ibérie (369-ap.378) | Asparouk roi d'Ibérie (369-ap.378) | Asparouk roi d'Ibérie (369-ap.378) |  |  |  |  |  |  |
|                                      |                                      |                                      |                                      |                                      |                                      |                                    |                                    |                                     |                                     |                                     |                                     |                                      |                                      |                                             |                                             |                                             |                                             |                                             |                                             |                                            |                                            |                                      |                                      |                                      |                                      |                                          |                                    |                                         |                                         |                                         |                                         |                                                           |                                                           |                                                           |                                                           |                                                           |                                                           |                                    |                                    |                                    |                                      |                                      |                                      |                                                 |                                                 |                                                 |                                                 |                                                 |                                                 |                                      |                                      |                                      |                                      |                                      |                                      |                                      |                                      |                                      |                                      |                                                 |                                                 |                                                 |                                                 |                                                 |                                                 |                                      |                                      | N vitaxe de Gogarène tué vers 370    | N vitaxe de Gogarène tué vers 370    | N vitaxe de Gogarène tué vers 370    | N vitaxe de Gogarène tué vers 370    | N vitaxe de Gogarène tué vers 370    | N vitaxe de Gogarène tué vers 370    |                                      |                                      |                                        |                                        |                                        |                                        | Saurmag roi d'Ibérie (369-ap.378)      | Saurmag roi d'Ibérie (369-ap.378)      | Saurmag roi d'Ibérie (369-ap.378)    | Saurmag roi d'Ibérie (369-ap.378)    | Saurmag roi d'Ibérie (369-ap.378)    | Saurmag roi d'Ibérie (369-ap.378)    |                                      |                                      |                                      |                                      |                                      |                                      |  |  |  |  |  |  |  |  |  |  |  |  | Asparouk roi d'Ibérie (369-ap.378) | Asparouk roi d'Ibérie (369-ap.378) | Asparouk roi d'Ibérie (369-ap.378) | Asparouk roi d'Ibérie (369-ap.378) | Asparouk roi d'Ibérie (369-ap.378) | Asparouk roi d'Ibérie (369-ap.378) |  |  |  |  |  |  |
|                                      |                                      |                                      |                                      |                                      |                                      |                                    |                                    | Ne                                  | Ne                                  | Ne                                  | Ne                                  | Ne                                   | Ne                                   |                                             |                                             | Varaz-Bakour III roi d'Ibérie (380-394)     | Varaz-Bakour III roi d'Ibérie (380-394)     | Varaz-Bakour III roi d'Ibérie (380-394)     | Varaz-Bakour III roi d'Ibérie (380-394)     | Varaz-Bakour III roi d'Ibérie (380-394)    | Varaz-Bakour III roi d'Ibérie (380-394)    |                                      |                                      | Ne                                   | Ne                                   | Ne                                       | Ne                                 | Ne                                      | Ne                                      |                                         |                                         | Arschouscha Ier vitaxe de Gogarène prince de Tachir (430) | Arschouscha Ier vitaxe de Gogarène prince de Tachir (430) | Arschouscha Ier vitaxe de Gogarène prince de Tachir (430) | Arschouscha Ier vitaxe de Gogarène prince de Tachir (430) | Arschouscha Ier vitaxe de Gogarène prince de Tachir (430) | Arschouscha Ier vitaxe de Gogarène prince de Tachir (430) |                                    |                                    |                                    |                                      |                                      |                                      |                                                 |                                                 |                                                 |                                                 |                                                 |                                                 |                                      |                                      |                                      |                                      |                                      |                                      |                                      |                                      |                                      |                                      |                                                 |                                                 |                                                 |                                                 |                                                 |                                                 |                                      |                                      |                                      |                                      |                                      |                                      |                                      |                                      |                                      |                                      |                                        |                                        |                                        |                                        |                                        |                                        |                                      |                                      |                                      |                                      |                                      |                                      |                                      |                                      |                                      |                                      |  |  |  |  |  |  |  |  |  |  |  |  |                                    |                                    |                                    |                                    |                                    |                                    |  |  |  |  |  |  |
|                                      |                                      |                                      |                                      |                                      |                                      |                                    |                                    | Ne                                  | Ne                                  | Ne                                  | Ne                                  | Ne                                   | Ne                                   |                                             |                                             | Varaz-Bakour III roi d'Ibérie (380-394)     | Varaz-Bakour III roi d'Ibérie (380-394)     | Varaz-Bakour III roi d'Ibérie (380-394)     | Varaz-Bakour III roi d'Ibérie (380-394)     | Varaz-Bakour III roi d'Ibérie (380-394)    | Varaz-Bakour III roi d'Ibérie (380-394)    |                                      |                                      | Ne                                   | Ne                                   | Ne                                       | Ne                                 | Ne                                      | Ne                                      |                                         |                                         | Arschouscha Ier vitaxe de Gogarène prince de Tachir (430) | Arschouscha Ier vitaxe de Gogarène prince de Tachir (430) | Arschouscha Ier vitaxe de Gogarène prince de Tachir (430) | Arschouscha Ier vitaxe de Gogarène prince de Tachir (430) | Arschouscha Ier vitaxe de Gogarène prince de Tachir (430) | Arschouscha Ier vitaxe de Gogarène prince de Tachir (430) |                                    |                                    |                                    |                                      |                                      |                                      |                                                 |                                                 |                                                 |                                                 |                                                 |                                                 |                                      |                                      |                                      |                                      |                                      |                                      |                                      |                                      |                                      |                                      |                                                 |                                                 |                                                 |                                                 |                                                 |                                                 |                                      |                                      |                                      |                                      |                                      |                                      |                                      |                                      |                                      |                                      |                                        |                                        |                                        |                                        |                                        |                                        |                                      |                                      |                                      |                                      |                                      |                                      |                                      |                                      |                                      |                                      |  |  |  |  |  |  |  |  |  |  |  |  |                                    |                                    |                                    |                                    |                                    |                                    |  |  |  |  |  |  |
|                                      |                                      |                                      |                                      |                                      |                                      |                                    |                                    |                                     |                                     |                                     |                                     |                                      |                                      |                                             |                                             |                                             |                                             |                                             |                                             |                                            |                                            |                                      |                                      |                                      |                                      |                                          |                                    |                                         |                                         |                                         |                                         |                                                           |                                                           |                                                           |                                                           |                                                           |                                                           |                                    |                                    |                                    |                                      |                                      |                                      |                                                 |                                                 |                                                 |                                                 |                                                 |                                                 |                                      |                                      |                                      |                                      |                                      |                                      |                                      |                                      |                                      |                                      |                                                 |                                                 |                                                 |                                                 |                                                 |                                                 |                                      |                                      |                                      |                                      |                                      |                                      |                                      |                                      |                                      |                                      |                                        |                                        |                                        |                                        |                                        |                                        |                                      |                                      |                                      |                                      |                                      |                                      |                                      |                                      |                                      |                                      |  |  |  |  |  |  |  |  |  |  |  |  |                                    |                                    |                                    |                                    |                                    |                                    |  |  |  |  |  |  |
|                                      |                                      |                                      |                                      |                                      |                                      |                                    |                                    |                                     |                                     |                                     |                                     |                                      |                                      |                                             |                                             |                                             |                                             |                                             |                                             |                                            |                                            |                                      |                                      |                                      |                                      |                                          |                                    |                                         |                                         |                                         |                                         |                                                           |                                                           |                                                           |                                                           |                                                           |                                                           |                                    |                                    |                                    |                                      |                                      |                                      |                                                 |                                                 |                                                 |                                                 |                                                 |                                                 |                                      |                                      |                                      |                                      |                                      |                                      |                                      |                                      |                                      |                                      |                                                 |                                                 |                                                 |                                                 |                                                 |                                                 |                                      |                                      |                                      |                                      |                                      |                                      |                                      |                                      |                                      |                                      |                                        |                                        |                                        |                                        |                                        |                                        |                                      |                                      |                                      |                                      |                                      |                                      |                                      |                                      |                                      |                                      |  |  |  |  |  |  |  |  |  |  |  |  |                                    |                                    |                                    |                                    |                                    |                                    |  |  |  |  |  |  |
|                                      |                                      |                                      |                                      |                                      |                                      |                                    |                                    |                                     |                                     |                                     |                                     | Mithridate IV roi d'Ibérie (409-411) | Mithridate IV roi d'Ibérie (409-411) | Mithridate IV roi d'Ibérie (409-411)        | Mithridate IV roi d'Ibérie (409-411)        | Mithridate IV roi d'Ibérie (409-411)        | Mithridate IV roi d'Ibérie (409-411)        |                                             |                                             | Pharasmane IV roi d'Ibérie (406-409)       | Pharasmane IV roi d'Ibérie (406-409)       | Pharasmane IV roi d'Ibérie (406-409) | Pharasmane IV roi d'Ibérie (406-409) | Pharasmane IV roi d'Ibérie (406-409) | Pharasmane IV roi d'Ibérie (406-409) |                                          |                                    |                                         |                                         |                                         |                                         |                                                           |                                                           |                                                           |                                                           |                                                           |                                                           |                                    |                                    |                                    |                                      |                                      |                                      | Burz-Mihr II prince ibère                       | Burz-Mihr II prince ibère                       | Burz-Mihr II prince ibère                       | Burz-Mihr II prince ibère                       | Burz-Mihr II prince ibère                       | Burz-Mihr II prince ibère                       |                                      |                                      | Osdouxt                              | Osdouxt                              | Osdouxt                              | Osdouxt                              | Osdouxt                              | Osdouxt                              |                                      |                                      | P'arsman roi d'Ibérie (383-408)                 | P'arsman roi d'Ibérie (383-408)                 | P'arsman roi d'Ibérie (383-408)                 | P'arsman roi d'Ibérie (383-408)                 | P'arsman roi d'Ibérie (383-408)                 | P'arsman roi d'Ibérie (383-408)                 |                                      |                                      | Bakour roi d'Ibérie (413-422)        | Bakour roi d'Ibérie (413-422)        | Bakour roi d'Ibérie (413-422)        | Bakour roi d'Ibérie (413-422)        | Bakour roi d'Ibérie (413-422)        | Bakour roi d'Ibérie (413-422)        |                                      |                                      | Arc'il roi d'Ibérie (422-?)            | Arc'il roi d'Ibérie (422-?)            | Arc'il roi d'Ibérie (422-?)            | Arc'il roi d'Ibérie (422-?)            | Arc'il roi d'Ibérie (422-?)            | Arc'il roi d'Ibérie (422-?)            |                                      |                                      | Piran otage                          | Piran otage                          | Piran otage                          | Piran otage                          | Piran otage                          | Piran otage                          |                                      |                                      |  |  |  |  |  |  |  |  |  |  |  |  |                                    |                                    |                                    |                                    |                                    |                                    |  |  |  |  |  |  |
|                                      |                                      |                                      |                                      |                                      |                                      |                                    |                                    |                                     |                                     |                                     |                                     | Mithridate IV roi d'Ibérie (409-411) | Mithridate IV roi d'Ibérie (409-411) | Mithridate IV roi d'Ibérie (409-411)        | Mithridate IV roi d'Ibérie (409-411)        | Mithridate IV roi d'Ibérie (409-411)        | Mithridate IV roi d'Ibérie (409-411)        |                                             |                                             | Pharasmane IV roi d'Ibérie (406-409)       | Pharasmane IV roi d'Ibérie (406-409)       | Pharasmane IV roi d'Ibérie (406-409) | Pharasmane IV roi d'Ibérie (406-409) | Pharasmane IV roi d'Ibérie (406-409) | Pharasmane IV roi d'Ibérie (406-409) |                                          |                                    |                                         |                                         |                                         |                                         |                                                           |                                                           |                                                           |                                                           |                                                           |                                                           |                                    |                                    |                                    |                                      |                                      |                                      | Burz-Mihr II prince ibère                       | Burz-Mihr II prince ibère                       | Burz-Mihr II prince ibère                       | Burz-Mihr II prince ibère                       | Burz-Mihr II prince ibère                       | Burz-Mihr II prince ibère                       |                                      |                                      | Osdouxt                              | Osdouxt                              | Osdouxt                              | Osdouxt                              | Osdouxt                              | Osdouxt                              |                                      |                                      | P'arsman roi d'Ibérie (383-408)                 | P'arsman roi d'Ibérie (383-408)                 | P'arsman roi d'Ibérie (383-408)                 | P'arsman roi d'Ibérie (383-408)                 | P'arsman roi d'Ibérie (383-408)                 | P'arsman roi d'Ibérie (383-408)                 |                                      |                                      | Bakour roi d'Ibérie (413-422)        | Bakour roi d'Ibérie (413-422)        | Bakour roi d'Ibérie (413-422)        | Bakour roi d'Ibérie (413-422)        | Bakour roi d'Ibérie (413-422)        | Bakour roi d'Ibérie (413-422)        |                                      |                                      | Arc'il roi d'Ibérie (422-?)            | Arc'il roi d'Ibérie (422-?)            | Arc'il roi d'Ibérie (422-?)            | Arc'il roi d'Ibérie (422-?)            | Arc'il roi d'Ibérie (422-?)            | Arc'il roi d'Ibérie (422-?)            |                                      |                                      | Piran otage                          | Piran otage                          | Piran otage                          | Piran otage                          | Piran otage                          | Piran otage                          |                                      |                                      |  |  |  |  |  |  |  |  |  |  |  |  |                                    |                                    |                                    |                                    |                                    |                                    |  |  |  |  |  |  |
|                                      |                                      |                                      |                                      |                                      |                                      |                                    |                                    |                                     |                                     |                                     |                                     |                                      |                                      |                                             |                                             |                                             |                                             |                                             |                                             |                                            |                                            |                                      |                                      |                                      |                                      |                                          |                                    |                                         |                                         |                                         |                                         |                                                           |                                                           |                                                           |                                                           |                                                           |                                                           |                                    |                                    |                                    |                                      |                                      |                                      |                                                 |                                                 |                                                 |                                                 |                                                 |                                                 |                                      |                                      |                                      |                                      |                                      |                                      |                                      |                                      |                                      |                                      |                                                 |                                                 |                                                 |                                                 |                                                 |                                                 |                                      |                                      |                                      |                                      |                                      |                                      |                                      |                                      |                                      |                                      |                                        |                                        |                                        |                                        |                                        |                                        |                                      |                                      |                                      |                                      |                                      |                                      |                                      |                                      |                                      |                                      |  |  |  |  |  |  |  |  |  |  |  |  |                                    |                                    |                                    |                                    |                                    |                                    |  |  |  |  |  |  |
|                                      |                                      |                                      |                                      |                                      |                                      |                                    |                                    |                                     |                                     |                                     |                                     | Artchil Ier roi d'Ibérie (411-435)   |                                      |                                             |                                             |                                             |                                             |                                             |                                             |                                            |                                            |                                      |                                      |                                      |                                      |                                          |                                    |                                         |                                         |                                         |                                         |                                                           |                                                           |                                                           |                                                           |                                                           |                                                           |                                    |                                    |                                    |                                      |                                      |                                      |                                                 |                                                 |                                                 |                                                 |                                                 |                                                 |                                      |                                      |                                      |                                      |                                      |                                      |                                      |                                      |                                      |                                      |                                                 |                                                 |                                                 |                                                 |                                                 |                                                 |                                      |                                      |                                      |                                      |                                      |                                      |                                      |                                      |                                      |                                      |                                        |                                        |                                        |                                        |                                        |                                        |                                      |                                      |                                      |                                      |                                      |                                      |                                      |                                      |                                      |                                      |  |  |  |  |  |  |  |  |  |  |  |  |                                    |                                    |                                    |                                    |                                    |                                    |  |  |  |  |  |  |
|                                      |                                      |                                      |                                      |                                      |                                      |                                    |                                    |                                     |                                     |                                     |                                     |                                      |                                      |                                             |                                             |                                             |                                             |                                             |                                             |                                            |                                            |                                      |                                      |                                      |                                      |                                          |                                    |                                         |                                         |                                         |                                         |                                                           |                                                           |                                                           |                                                           |                                                           |                                                           |                                    |                                    |                                    |                                      |                                      |                                      |                                                 |                                                 |                                                 |                                                 |                                                 |                                                 |                                      |                                      |                                      |                                      |                                      |                                      |                                      |                                      |                                      |                                      |                                                 |                                                 |                                                 |                                                 |                                                 |                                                 |                                      |                                      |                                      |                                      |                                      |                                      |                                      |                                      |                                      |                                      |                                        |                                        |                                        |                                        |                                        |                                        |                                      |                                      |                                      |                                      |                                      |                                      |                                      |                                      |                                      |                                      |  |  |  |  |  |  |  |  |  |  |  |  |                                    |                                    |                                    |                                    |                                    |                                    |  |  |  |  |  |  |
|                                      |                                      |                                      |                                      |                                      |                                      |                                    |                                    |                                     |                                     |                                     |                                     |                                      |                                      |                                             |                                             |                                             |                                             |                                             |                                             |                                            |                                            |                                      |                                      |                                      |                                      |                                          |                                    |                                         |                                         |                                         |                                         |                                                           |                                                           |                                                           |                                                           |                                                           |                                                           |                                    |                                    |                                    |                                      |                                      |                                      | N                                               | N                                               | N                                               | N                                               | N                                               | N                                               |                                      |                                      | Burz-Mihr III prince ibère           | Burz-Mihr III prince ibère           | Burz-Mihr III prince ibère           | Burz-Mihr III prince ibère           | Burz-Mihr III prince ibère           | Burz-Mihr III prince ibère           |                                      |                                      |                                                 |                                                 |                                                 |                                                 |                                                 |                                                 |                                      |                                      | Bakourdouxt                          | Bakourdouxt                          | Bakourdouxt                          | Bakourdouxt                          | Bakourdouxt                          | Bakourdouxt                          |                                      |                                      | N                                      | N                                      | N                                      | N                                      | N                                      | N                                      |                                      |                                      |                                      |                                      |                                      |                                      |                                      |                                      |                                      |                                      |  |  |  |  |  |  |  |  |  |  |  |  |                                    |                                    |                                    |                                    |                                    |                                    |  |  |  |  |  |  |
|                                      |                                      |                                      |                                      |                                      |                                      |                                    |                                    |                                     |                                     |                                     |                                     |                                      |                                      |                                             |                                             |                                             |                                             |                                             |                                             |                                            |                                            |                                      |                                      |                                      |                                      |                                          |                                    |                                         |                                         |                                         |                                         |                                                           |                                                           |                                                           |                                                           |                                                           |                                                           |                                    |                                    |                                    |                                      |                                      |                                      | N                                               | N                                               | N                                               | N                                               | N                                               | N                                               |                                      |                                      | Burz-Mihr III prince ibère           | Burz-Mihr III prince ibère           | Burz-Mihr III prince ibère           | Burz-Mihr III prince ibère           | Burz-Mihr III prince ibère           | Burz-Mihr III prince ibère           |                                      |                                      |                                                 |                                                 |                                                 |                                                 |                                                 |                                                 |                                      |                                      | Bakourdouxt                          | Bakourdouxt                          | Bakourdouxt                          | Bakourdouxt                          | Bakourdouxt                          | Bakourdouxt                          |                                      |                                      | N                                      | N                                      | N                                      | N                                      | N                                      | N                                      |                                      |                                      |                                      |                                      |                                      |                                      |                                      |                                      |                                      |                                      |  |  |  |  |  |  |  |  |  |  |  |  |                                    |                                    |                                    |                                    |                                    |                                    |  |  |  |  |  |  |
|                                      |                                      |                                      |                                      |                                      |                                      |                                    |                                    |                                     |                                     |                                     |                                     | Mithridate V roi d'Ibérie (435-447)  |                                      |                                             |                                             |                                             |                                             |                                             |                                             |                                            |                                            |                                      |                                      |                                      |                                      |                                          |                                    |                                         |                                         |                                         |                                         |                                                           |                                                           |                                                           |                                                           |                                                           |                                                           |                                    |                                    |                                    |                                      |                                      |                                      |                                                 |                                                 |                                                 |                                                 |                                                 |                                                 |                                      |                                      |                                      |                                      |                                      |                                      |                                      |                                      |                                      |                                      |                                                 |                                                 |                                                 |                                                 |                                                 |                                                 |                                      |                                      |                                      |                                      |                                      |                                      |                                      |                                      |                                      |                                      |                                        |                                        |                                        |                                        |                                        |                                        |                                      |                                      |                                      |                                      |                                      |                                      |                                      |                                      |                                      |                                      |  |  |  |  |  |  |  |  |  |  |  |  |                                    |                                    |                                    |                                    |                                    |                                    |  |  |  |  |  |  |
|                                      |                                      |                                      |                                      |                                      |                                      |                                    |                                    |                                     |                                     |                                     |                                     |                                      |                                      |                                             |                                             |                                             |                                             |                                             |                                             |                                            |                                            |                                      |                                      |                                      |                                      |                                          |                                    |                                         |                                         |                                         |                                         |                                                           |                                                           |                                                           |                                                           |                                                           |                                                           |                                    |                                    |                                    |                                      |                                      |                                      |                                                 |                                                 |                                                 |                                                 |                                                 |                                                 |                                      |                                      |                                      |                                      |                                      |                                      |                                      |                                      |                                      |                                      |                                                 |                                                 |                                                 |                                                 |                                                 |                                                 |                                      |                                      |                                      |                                      |                                      |                                      |                                      |                                      |                                      |                                      |                                        |                                        |                                        |                                        |                                        |                                        |                                      |                                      |                                      |                                      |                                      |                                      |                                      |                                      |                                      |                                      |  |  |  |  |  |  |  |  |  |  |  |  |                                    |                                    |                                    |                                    |                                    |                                    |  |  |  |  |  |  |
|                                      |                                      |                                      |                                      |                                      |                                      |                                    |                                    |                                     |                                     |                                     |                                     |                                      |                                      |                                             |                                             |                                             |                                             |                                             |                                             |                                            |                                            |                                      |                                      |                                      |                                      |                                          |                                    |                                         |                                         |                                         |                                         |                                                           |                                                           |                                                           |                                                           |                                                           |                                                           |                                    |                                    |                                    |                                      |                                      |                                      |                                                 |                                                 |                                                 |                                                 |                                                 |                                                 |                                      |                                      |                                      |                                      |                                      |                                      |                                      |                                      |                                      |                                      |                                                 |                                                 |                                                 |                                                 |                                                 |                                                 |                                      |                                      |                                      |                                      |                                      |                                      |                                      |                                      |                                      |                                      |                                        |                                        |                                        |                                        |                                        |                                        |                                      |                                      |                                      |                                      |                                      |                                      |                                      |                                      |                                      |                                      |  |  |  |  |  |  |  |  |  |  |  |  |                                    |                                    |                                    |                                    |                                    |                                    |  |  |  |  |  |  |
|                                      |                                      |                                      |                                      |                                      |                                      |                                    |                                    | Vakhtang Ier roi d'Ibérie (447-522) | Vakhtang Ier roi d'Ibérie (447-522) | Vakhtang Ier roi d'Ibérie (447-522) | Vakhtang Ier roi d'Ibérie (447-522) | Vakhtang Ier roi d'Ibérie (447-522)  | Vakhtang Ier roi d'Ibérie (447-522)  |                                             |                                             |                                             |                                             |                                             |                                             | Khvaranzé                                  | Khvaranzé                                  | Khvaranzé                            | Khvaranzé                            | Khvaranzé                            | Khvaranzé                            |                                          |                                    |                                         |                                         |                                         |                                         | Bakour II vitaxe de Gogarène (449/455)                    | Bakour II vitaxe de Gogarène (449/455)                    | Bakour II vitaxe de Gogarène (449/455)                    | Bakour II vitaxe de Gogarène (449/455)                    | Bakour II vitaxe de Gogarène (449/455)                    | Bakour II vitaxe de Gogarène (449/455)                    |                                    |                                    |                                    |                                      |                                      |                                      | Aršouša Ier prince de Tachir vitaxe de Gogarène | Aršouša Ier prince de Tachir vitaxe de Gogarène | Aršouša Ier prince de Tachir vitaxe de Gogarène | Aršouša Ier prince de Tachir vitaxe de Gogarène | Aršouša Ier prince de Tachir vitaxe de Gogarène | Aršouša Ier prince de Tachir vitaxe de Gogarène |                                      |                                      |                                      |                                      |                                      |                                      |                                      |                                      |                                      |                                      | Nabarnougios (Pierre l'Ibère) évêque de Maiouma | Nabarnougios (Pierre l'Ibère) évêque de Maiouma | Nabarnougios (Pierre l'Ibère) évêque de Maiouma | Nabarnougios (Pierre l'Ibère) évêque de Maiouma | Nabarnougios (Pierre l'Ibère) évêque de Maiouma | Nabarnougios (Pierre l'Ibère) évêque de Maiouma |                                      |                                      |                                      |                                      |                                      |                                      |                                      |                                      |                                      |                                      | Vakhtang Ier roi d'Ibérie (av.482-500) | Vakhtang Ier roi d'Ibérie (av.482-500) | Vakhtang Ier roi d'Ibérie (av.482-500) | Vakhtang Ier roi d'Ibérie (av.482-500) | Vakhtang Ier roi d'Ibérie (av.482-500) | Vakhtang Ier roi d'Ibérie (av.482-500) |                                      |                                      |                                      |                                      |                                      |                                      |                                      |                                      |                                      |                                      |  |  |  |  |  |  |  |  |  |  |  |  |                                    |                                    |                                    |                                    |                                    |                                    |  |  |  |  |  |  |
|                                      |                                      |                                      |                                      |                                      |                                      |                                    |                                    | Vakhtang Ier roi d'Ibérie (447-522) | Vakhtang Ier roi d'Ibérie (447-522) | Vakhtang Ier roi d'Ibérie (447-522) | Vakhtang Ier roi d'Ibérie (447-522) | Vakhtang Ier roi d'Ibérie (447-522)  | Vakhtang Ier roi d'Ibérie (447-522)  |                                             |                                             |                                             |                                             |                                             |                                             | Khvaranzé                                  | Khvaranzé                                  | Khvaranzé                            | Khvaranzé                            | Khvaranzé                            | Khvaranzé                            |                                          |                                    |                                         |                                         |                                         |                                         | Bakour II vitaxe de Gogarène (449/455)                    | Bakour II vitaxe de Gogarène (449/455)                    | Bakour II vitaxe de Gogarène (449/455)                    | Bakour II vitaxe de Gogarène (449/455)                    | Bakour II vitaxe de Gogarène (449/455)                    | Bakour II vitaxe de Gogarène (449/455)                    |                                    |                                    |                                    |                                      |                                      |                                      | Aršouša Ier prince de Tachir vitaxe de Gogarène | Aršouša Ier prince de Tachir vitaxe de Gogarène | Aršouša Ier prince de Tachir vitaxe de Gogarène | Aršouša Ier prince de Tachir vitaxe de Gogarène | Aršouša Ier prince de Tachir vitaxe de Gogarène | Aršouša Ier prince de Tachir vitaxe de Gogarène |                                      |                                      |                                      |                                      |                                      |                                      |                                      |                                      |                                      |                                      | Nabarnougios (Pierre l'Ibère) évêque de Maiouma | Nabarnougios (Pierre l'Ibère) évêque de Maiouma | Nabarnougios (Pierre l'Ibère) évêque de Maiouma | Nabarnougios (Pierre l'Ibère) évêque de Maiouma | Nabarnougios (Pierre l'Ibère) évêque de Maiouma | Nabarnougios (Pierre l'Ibère) évêque de Maiouma |                                      |                                      |                                      |                                      |                                      |                                      |                                      |                                      |                                      |                                      | Vakhtang Ier roi d'Ibérie (av.482-500) | Vakhtang Ier roi d'Ibérie (av.482-500) | Vakhtang Ier roi d'Ibérie (av.482-500) | Vakhtang Ier roi d'Ibérie (av.482-500) | Vakhtang Ier roi d'Ibérie (av.482-500) | Vakhtang Ier roi d'Ibérie (av.482-500) |                                      |                                      |                                      |                                      |                                      |                                      |                                      |                                      |                                      |                                      |  |  |  |  |  |  |  |  |  |  |  |  |                                    |                                    |                                    |                                    |                                    |                                    |  |  |  |  |  |  |
|                                      |                                      |                                      |                                      |                                      |                                      |                                    |                                    |                                     |                                     |                                     |                                     |                                      |                                      |                                             |                                             |                                             |                                             |                                             |                                             |                                            |                                            |                                      |                                      |                                      |                                      |                                          |                                    |                                         |                                         |                                         |                                         |                                                           |                                                           |                                                           |                                                           |                                                           |                                                           |                                    |                                    |                                    |                                      |                                      |                                      |                                                 |                                                 |                                                 |                                                 |                                                 |                                                 |                                      |                                      |                                      |                                      |                                      |                                      |                                      |                                      |                                      |                                      |                                                 |                                                 |                                                 |                                                 |                                                 |                                                 |                                      |                                      |                                      |                                      |                                      |                                      |                                      |                                      |                                      |                                      |                                        |                                        |                                        |                                        |                                        |                                        |                                      |                                      |                                      |                                      |                                      |                                      |                                      |                                      |                                      |                                      |  |  |  |  |  |  |  |  |  |  |  |  |                                    |                                    |                                    |                                    |                                    |                                    |  |  |  |  |  |  |
|                                      |                                      |                                      |                                      |                                      |                                      |                                    |                                    |                                     |                                     |                                     |                                     |                                      |                                      |                                             |                                             |                                             |                                             |                                             |                                             |                                            |                                            |                                      |                                      |                                      |                                      | Arschouscha II (†470) vitaxe de Gogarène |                                    |                                         |                                         |                                         |                                         |                                                           |                                                           |                                                           |                                                           |                                                           |                                                           |                                    |                                    |                                    |                                      |                                      |                                      |                                                 |                                                 |                                                 |                                                 |                                                 |                                                 |                                      |                                      |                                      |                                      |                                      |                                      |                                      |                                      |                                      |                                      |                                                 |                                                 |                                                 |                                                 |                                                 |                                                 |                                      |                                      |                                      |                                      |                                      |                                      |                                      |                                      |                                      |                                      |                                        |                                        |                                        |                                        |                                        |                                        |                                      |                                      |                                      |                                      |                                      |                                      |                                      |                                      |                                      |                                      |  |  |  |  |  |  |  |  |  |  |  |  |                                    |                                    |                                    |                                    |                                    |                                    |  |  |  |  |  |  |

## Biographie
Dès son avènement, le roi sassanide Yazdgard II entreprend de convertir l'Arménie au mazdéisme. Vers 449, il promulgue un édit mettant les Arméniens en demeure d'abjurer leur foi. En retour, la noblesse et le clergé envoient un manifeste dans lequel ils assurent de leur obéissance absolue, mais refusent toute idée d'apostasie et dénient au roi perse le droit d'intervenir dans les affaires religieuses. Le roi convoque alors les principaux nakhararq, qui se rendent à la cour de Perse. Malgré les protestations de bonne foi et de loyauté de la noblesse arménienne, Yazdgard exige de ses vassaux arméniens d'accomplir les prosternations devant le soleil, suivant le rituel mazdéen. Un officier de la cour, chrétien, leur conseille de recourir à un subterfuge : accomplir les prosternations demandées tout en adressant leurs prières à Dieu. Mais une telle action répugnait à Vardan Mamikonian, le plus puissant des nakhararq, et il fallut toute la persuasion d'Aršouša pour que Vardan accepte d'accomplir les gestes rituels demandés.
Méfiant, Yazdgard décide de garder des otages à la cour, dont Aršouša, deux fils du marzban Vasak de Siounie et quelques autres nobles. Les nakhararq reviennent en Arménie, accompagnés de prêtres mazdéistes, qui entreprennent de fermer les églises et de construire des temples. Très rapidement, sous la conduite du clergé chrétien, puis sous celle de la noblesse, le peuple arménien se révolte. Vardan Mamikonian finit par prendre la tête de l'insurrection, qui est écrasée le 2 juin 451 à Avarayr. Son frère Hmayeak Mamikonian est tué peu après dans le Taïq par Vasak de Siounie, qui s'empare de trois des fils de Hmayeak (Vahan, Vasak et Artasès) et les envoie en otage à Ctésiphon,.
La paix et la soumission étant revenues en Arménie, Aršouša réussit à racheter sa liberté et celle de ses neveux Mamikonian en 455, et les ramène en Arménie auprès de leur mère. Il les fait élever avec Łazar Pʿarpec̣i et Chouchanik, fille de Vardan Mamikonian, qu'il fait plus tard épouser par son fils Varsken,.

## Mariage et enfants
Il a épousé Anouschvran ou Anouyshvram Arçrouni, qui a donné naissance à :
- Varsken, vitaxe de Gogarène ;
- Djodjik ou Ğoğik.

Sa femme était sœur d'Alan Arçrouni, prêtre, et de Dzuik Arçrouni, mariée à Hmayeak Mamikonian.
|                               |                               |                               |                               |                               |                               |  |  |               |               |               |               |               |               |  |  |                            |                            |                            |                            |                            |                            |  |  |                |                |                |                |                |                |  |  |         |         |                      |                      |                      |                      |                      |                      |  |  |                      |                      |                      |                      |                      |                      |  |  |                |                |                |                |                |                |  |  |  |  |  |  |  |  |  |  |  |  |  |  |  |  |  |  |  |  |  |  |  |  |  |  |
|                               |                               |                               |                               |                               |                               |  |  |               |               |               |               |               |               |  |  |                            |                            |                            |                            |                            |                            |  |  |                |                |                |                |                |                |  |  |         |         |                      |                      |                      |                      |                      |                      |  |  |                      |                      |                      |                      |                      |                      |  |  |                |                |                |                |                |                |  |  |  |  |  |  |  |  |  |  |  |  |  |  |  |  |  |  |  |  |  |  |  |  |  |  |
| Vardan II Mamikonian sparapet | Vardan II Mamikonian sparapet | Vardan II Mamikonian sparapet | Vardan II Mamikonian sparapet | Vardan II Mamikonian sparapet | Vardan II Mamikonian sparapet |  |  |               |               |               |               |               |               |  |  | Hmayeak Mamikonian général | Hmayeak Mamikonian général | Hmayeak Mamikonian général | Hmayeak Mamikonian général | Hmayeak Mamikonian général | Hmayeak Mamikonian général |  |  | Dzuik Arçrouni | Dzuik Arçrouni | Dzuik Arçrouni | Dzuik Arçrouni | Dzuik Arçrouni | Dzuik Arçrouni |  |  |         |         | Alan Arçrouni prêtre | Alan Arçrouni prêtre | Alan Arçrouni prêtre | Alan Arçrouni prêtre | Alan Arçrouni prêtre | Alan Arçrouni prêtre |  |  | Anouyshvram Arçrouni | Anouyshvram Arçrouni | Anouyshvram Arçrouni | Anouyshvram Arçrouni | Anouyshvram Arçrouni | Anouyshvram Arçrouni |  |  | Aršouša vitaxe | Aršouša vitaxe | Aršouša vitaxe | Aršouša vitaxe | Aršouša vitaxe | Aršouša vitaxe |  |  |  |  |  |  |  |  |  |  |  |  |  |  |  |  |  |  |  |  |  |  |  |  |  |  |
| Vardan II Mamikonian sparapet | Vardan II Mamikonian sparapet | Vardan II Mamikonian sparapet | Vardan II Mamikonian sparapet | Vardan II Mamikonian sparapet | Vardan II Mamikonian sparapet |  |  |               |               |               |               |               |               |  |  | Hmayeak Mamikonian général | Hmayeak Mamikonian général | Hmayeak Mamikonian général | Hmayeak Mamikonian général | Hmayeak Mamikonian général | Hmayeak Mamikonian général |  |  | Dzuik Arçrouni | Dzuik Arçrouni | Dzuik Arçrouni | Dzuik Arçrouni | Dzuik Arçrouni | Dzuik Arçrouni |  |  |         |         | Alan Arçrouni prêtre | Alan Arçrouni prêtre | Alan Arçrouni prêtre | Alan Arçrouni prêtre | Alan Arçrouni prêtre | Alan Arçrouni prêtre |  |  | Anouyshvram Arçrouni | Anouyshvram Arçrouni | Anouyshvram Arçrouni | Anouyshvram Arçrouni | Anouyshvram Arçrouni | Anouyshvram Arçrouni |  |  | Aršouša vitaxe | Aršouša vitaxe | Aršouša vitaxe | Aršouša vitaxe | Aršouša vitaxe | Aršouša vitaxe |  |  |  |  |  |  |  |  |  |  |  |  |  |  |  |  |  |  |  |  |  |  |  |  |  |  |
|                               |                               |                               |                               |                               |                               |  |  |               |               |               |               |               |               |  |  |                            |                            |                            |                            |                            |                            |  |  |                |                |                |                |                |                |  |  |         |         |                      |                      |                      |                      |                      |                      |  |  |                      |                      |                      |                      |                      |                      |  |  |                |                |                |                |                |                |  |  |  |  |  |  |  |  |  |  |  |  |  |  |  |  |  |  |  |  |  |  |  |  |  |  |
|                               |                               |                               |                               |                               |                               |  |  |               |               |               |               |               |               |  |  |                            |                            |                            |                            |                            |                            |  |  |                |                |                |                |                |                |  |  |         |         |                      |                      |                      |                      |                      |                      |  |  |                      |                      |                      |                      |                      |                      |  |  |                |                |                |                |                |                |  |  |  |  |  |  |  |  |  |  |  |  |  |  |  |  |  |  |  |  |  |  |  |  |  |  |
|                               |                               |                               |                               |                               |                               |  |  | Vahan marzban | Vahan marzban | Vahan marzban | Vahan marzban | Vahan marzban | Vahan marzban |  |  | Vard marzban               | Vard marzban               | Vard marzban               | Vard marzban               | Vard marzban               | Vard marzban               |  |  | Vasak          | Vasak          | Vasak          | Vasak          | Vasak          | Vasak          |  |  | Artasès | Artasès | Artasès              | Artasès              | Artasès              | Artasès              |                      |                      |  |  |                      |                      |                      |                      |                      |                      |  |  |                |                |                |                |                |                |  |  |  |  |  |  |  |  |  |  |  |  |  |  |  |  |  |  |  |  |  |  |  |  |  |  |
|                               |                               |                               |                               |                               |                               |  |  | Vahan marzban | Vahan marzban | Vahan marzban | Vahan marzban | Vahan marzban | Vahan marzban |  |  | Vard marzban               | Vard marzban               | Vard marzban               | Vard marzban               | Vard marzban               | Vard marzban               |  |  | Vasak          | Vasak          | Vasak          | Vasak          | Vasak          | Vasak          |  |  | Artasès | Artasès | Artasès              | Artasès              | Artasès              | Artasès              |                      |                      |  |  |                      |                      |                      |                      |                      |                      |  |  |                |                |                |                |                |                |  |  |  |  |  |  |  |  |  |  |  |  |  |  |  |  |  |  |  |  |  |  |  |  |  |  |
|                               |                               |                               |                               |                               |                               |  |  |               |               |               |               |               |               |  |  |                            |                            |                            |                            |                            |                            |  |  |                |                |                |                |                |                |  |  |         |         |                      |                      |                      |                      |                      |                      |  |  |                      |                      |                      |                      |                      |                      |  |  |                |                |                |                |                |                |  |  |  |  |  |  |  |  |  |  |  |  |  |  |  |  |  |  |  |  |  |  |  |  |  |  |
| Chouchanik                    | Chouchanik                    | Chouchanik                    | Chouchanik                    | Chouchanik                    | Chouchanik                    |  |  |               |               |               |               |               |               |  |  |                            |                            |                            |                            |                            |                            |  |  |                |                |                |                |                |                |  |  |         |         |                      |                      |                      |                      |                      |                      |  |  | Varsken vitaxe       | Varsken vitaxe       | Varsken vitaxe       | Varsken vitaxe       | Varsken vitaxe       | Varsken vitaxe       |  |  | Ğoğik          | Ğoğik          | Ğoğik          | Ğoğik          | Ğoğik          | Ğoğik          |  |  |  |  |  |  |  |  |  |  |  |  |  |  |  |  |  |  |  |  |  |  |  |  |  |  |
| Chouchanik                    | Chouchanik                    | Chouchanik                    | Chouchanik                    | Chouchanik                    | Chouchanik                    |  |  |               |               |               |               |               |               |  |  |                            |                            |                            |                            |                            |                            |  |  |                |                |                |                |                |                |  |  |         |         |                      |                      |                      |                      |                      |                      |  |  | Varsken vitaxe       | Varsken vitaxe       | Varsken vitaxe       | Varsken vitaxe       | Varsken vitaxe       | Varsken vitaxe       |  |  | Ğoğik          | Ğoğik          | Ğoğik          | Ğoğik          | Ğoğik          | Ğoğik          |  |  |  |  |  |  |  |  |  |  |  |  |  |  |  |  |  |  |  |  |  |  |  |  |  |  |